# Walter Heinze (Admiral)
Walter Heinze (* 6. November 1878; † 1948) war ein deutscher Ingenieur und Konteradmiral (Ing.) der Reichsmarine.

## Leben
Walter Heinze trat im November 1897 in die Kaiserliche Marine ein. Am 10. November 1908 wurde er Marine-Ingenieur im Range eines Leutnants zur See, am 22. März 1913 Marine-Oberingenieur im Range eines Oberleutnants zur See und am 26. April 1917 wurde er zum Marine-Stabsingenieur im Range eines Kapitänleutnants befördert. Bis April 1918 war er Halbflottilleningenieur der 12. Torpedoboots-Halbflottille und kam anschließend bis Juli 1918 zur Bauinspektion von Neubauten an die Vulcan-Werft in Stettin. Bis Kriegsende war er Leitender Ingenieur auf dem Torpedoboot V 116.
Nach dem Krieg wurde er in die Reichsmarine übernommen und hier am 1. Oktober 1921 Korvettenkapitän (Ing.). Es folgten seine Beförderungen zum Fregattenkapitän (Ing.) (1. November 1924) und Kapitän zur See (Ing.) (1. November 1925).
Am 31. Oktober 1928 wurde er mit dem Charakter als Konteradmiral (Ing.) aus der Marine verabschiedet.